# Уразметов, Ахат Салихович
Ахат Салихович Уразметов (9 января 1928 год, дер. Калмашево, Чишминский район, БАССР — 2 июля 2015 года, Уфа, Башкортостан) — советский и российский артист эстрады, заслуженный артист РСФСР (1983), народный артист БАССР (1977).

## Биография
Родился 9 января 1931 года в дер. Калмашево Чишминского района БАССР.
В 1951 году окончил театральное отделение Уфимского училища искусств.
В 1952 году в сотрудничестве с заслуженным артистом БАССР Г. Латыповым (1912—1982 гг.) образовали актерский дуэт «Катук-Баганай», с лирическим и публицистическим репертуаром, миниатюрами К. Даяна, М. Карима, Ш. Биккула и другими.
Дуэт объездил с гастролями весь бывший Советский Союз, а после ухода на пенсию Г. Латыпова Ахат Салихович «создал» ещё двух «Баганаев»[уточнить], а также работал с другими партнерами по сцене.
В 1977 году получил звание народного артиста БАССР.
Многие годы был лидером одноименных программы и руководителем бригады в составе Башгосфилармонии.
В последние годы работы артист активно передавал накопленный опыт молодым последователям. Подготовленный им современный «парный конферанс» «Кызык и Мэзэк» выступает в Башгосфилармонии
Умер 2 июля 2015 года в Уфе.

## Награды
- Народный артист БАССР (1977)
- Заслуженный артист РСФСР (1983)
- Почетный гражданин Уфы